# Bahía de Suda
La Bahía de Suda es un puerto y bahía cerca de la ciudad de Suda en la costa noroeste de la isla griega de Creta. La bahía tiene unos 15 km de largo y de dos a cuatro kilómetros, y un puerto natural profundo. Está entre la península de Akrotiri y el cabo Drápano, y se extiende de oeste a este. La bahía tiene a ambos lados algunas colinas, con un istmo estrecho y relativamente bajo en el oeste cerca de La Canea.
Cerca de la desembocadura de la bahía de Suda, entre el Akrotiri y la ciudad de Kalives, hay un grupo de pequeñas islas con fortificaciones venecianas. La isla más grande es Suda, que da nombre a la bahía.